# Greatest Hits (Morrissey)
Greatest Hits è un album raccolta di singoli del cantante inglese Morrissey.
Pubblicato l'11 febbraio 2008 dalla Decca Records, il disco raggiunse la posizione numero 5 nella classifica degli album nel Regno Unito e la numero 178 in quella degli Stati Uniti.

## Realizzazione
A differenza delle precedenti raccolte, questa comprende prevalentemente canzoni provenienti dagli ultimi due album in studio di Morrissey, You Are the Quarry e Ringleader of the Tormentors, con la sola aggiunta di due brani inediti: That's How People Grow Up e All You Need Is Me. La prima versione del disco, inoltre, contiene anche un bonus CD con nove canzoni registrate dal vivo all'Hollywood Bowl di Los Angeles, nel 2007.
La foto di copertina ritrae un primo piano di Morrissey. Nella parte interna del disco c'è una foto, realizzata da Jake Walters, del posteriore del cantante con su scritto YOUR ARSE ANAL. Secondo i progettisti dell'artwork, questo scatto avrebbe divuto: "scimmiottare la serie Penguin Poets e le loro copertine realizzate da Elisabetta Friedlander. L'intento era quello di collegare il catalogo posteriore di Morrissey con i classici della poesia inglese e della letteratura, anche se in una versione moderna." La Penguin Poets è stata una serie di libri di poesia, pubblicati in Inghilterra negli anni Sessanta e Settanta.

## Tracce
1. First of the Gang to Die - 3:37 (da You Are the Quarry)
2. In the Future When All's Well - 3:52 (da Ringleader of the Tormentors)
3. I Just Want to See the Boy Happy - 2:56 (da Ringleader of the Tormentors)
4. Irish Blood, English Heart - 2:36 (da You Are the Quarry)
5. You Have Killed Me - 3:06 (da Ringleader of the Tormentors)
6. That's How People Grow Up - 2:59 (da Years of Refusal)
7. Everyday Is Like Sunday - 3:31 (da Viva Hate)
8. Redondo Beach - 3:56 (da Live at Earls Court)
9. Suedehead - 3:49 (da Viva Hate)
10. The Youngest Was the Most Loved - 2:58 (da Ringleader of the Tormentors)
11. The Last of the Famous International Playboys - 3:36 (da Bona Drag)
12. The More You Ignore Me, the Closer I Get - 3:41 (da Vauxhall and I)
13. All You Need Is Me - 3:11 (da Years of Refusal)
14. Let Me Kiss You - 3:30 (da You Are the Quarry)
15. I Have Forgiven Jesus - 3:43 (da You Are the Quarry)

### Bonus live CD
Registrato live all'Hollywood Bowl, nel 2007
1. The Last of the Famous International Playboys
2. The National Front Disco
3. Let Me Kiss You
4. Irish Blood, English Heart
5. I Will See You In Far-Off Places
6. First of the Gang to Die
7. I Just Want to See the Boy Happy
8. Life Is a Pigsty